# Торресова протока
Торресова протока — між островом Нова Гвінея та австралійським півостровом Кейп-Йорк; Протока сполучає Коралове море на сході з Арафурським морем на заході.

## Географія
- Довжина — 74 км.
- Ширина — 150—240 км.
- Глибина — 7,4—22 м.

Протока вельми мілководна, а цілий лабіринт рифів і островів роблять її небезпечною для навігації.
У Торресовій протоці є кілька архіпелагів, які разом називають островами Торресової протоки. Кількість цих островів — не менше 274, з них 17 нині населені людьми.
Острови досить різноманітні за типами екосистем та типом формування. Кілька найближчих островів до Нової Гвінеї мають пологий рельєф, вони сформовані алювіальними осадовими відкладеннями, що утворилися наносами місцевих річок, які впадають у море. Багато островів на заході горбисті, утворені, головним чином, з граніту, вони є верхівками продовження Великого бар'єрного рифу, які перетворилися на острови з підняттям рівня моря під час останнього льодовикового періоду. Центральні острови — це, головним чином, коралові рифи, а на сході — острови вулканічного походження.
Корінне населення островів Торресової протоки — меланезійські народи, споріднені з папуасам із Нової Гвінеї. Провідні мови аборигенів — лагау йя (Kala Lagaw Ya/Kalaw Kawaw Ya/Kawalgaw Ya/Kulkalgaw Ya) і меріам мір, також відома як брокан (креольська мова островів Торресова протоки). За даними австралійського перепису 2001 року, населення островів становило 8089 осіб, хоча багато місцевих уродженців мешкають поза островами Торресової протоки в Австралії.

## Історичні відомості
Перший європеєць, що здійснив плавання протокою, був Луїс Ваес де Торрес, португальський мореплавець, заступник командувача експедиції Педро Фернандес де Кіроса, який плив з Перу на південь Тихого океану в 1605 році. Після того, як корабель Кіроса повернувся в Мексику, Торрес продовжив заплановану подорож у Манілу через Молуккські острови. Він плив уздовж південного узбережжя Нової Гвінеї, і, можливо, відвідав північний край Австралії, але не залишилося записів, які б вказували на це.
У 1769 році шотландський географ Олександр Далримпл прочитав звіт Торреса про плавання і назвав протоку на його честь.
У 1770 році, коли Джеймс Кук приєднав всю східну Австралію до Британської корони, він пропливав через протоку після плавання вздовж австралійського узбережжя. У 1879 році острови Торресової протоки були приєднані до Квінсленду. Таким чином, згодом вони стали частиною британської колонії Квінсленд, хоча багато з них лежать зовсім поряд з узбережжям Нової Гвінеї.

## У культурі
Торресову протоку Жуль Верн згадав у своєму романі Двадцять тисяч льє під водою як небезпечну протоку, де підводний човен «Наутілус» сів на мілину.